# Ingrid Ryland
Ingrid Ryland (* 29. Mai 1989 in Kaland, Norwegen) ist eine norwegische Fußballspielerin, die zuletzt für IL Sandviken und von 2010 bis 2018 mit Unterbrechungen für die Norwegische Fußballnationalmannschaft der Frauen spielte.

## Werdegang
Ryland nahm 2007 mit der U-19-Mannschaft an der U-19-EM bei der Norwegen im Halbfinale mit 0:3 gegen England verlor. Sie wurde aber nur im ersten Spiel beim 5:0 gegen Island eingesetzt. Norwegen hatte sich damit aber für die U-20-Fußball-Weltmeisterschaft der Frauen 2008 in Chile qualifiziert, bei der sie in allen drei Gruppenspielen zum Einsatz kam. Als Gruppendritter konnte sich Norwegen aber nicht für das Viertelfinale qualifizieren. 2008 reichte es bei der U-19-EM zum zweiten Platz. 2009 nahm sie mit der U-23-Mannschaft am Nordic Cup teil und belegte den dritten Platz.
Am 26. Oktober 2010 machte sie beim letzten Länderspiel des Jahres ihr erstes A-Länderspiel. 2011 nahm sie mit Norwegen am Algarve-Cup teil und wurde als eine der beiden letzten Spielerinnen in den Kader für die WM 2011 in Deutschland berufen. Beim Vorrundenaus der norwegischen Mannschaft kam sie aber nicht zum Einsatz. Sie gehörte zum Kader für die EM 2013, kam aber nur im Viertelfinalspiel gegen Spanien zu einem Kurzeinsatz, als sie in der 81. Minute eingewechselt wurde. Für die folgenden WM-Qualifikationsspiele wurde sie wieder berufen aber zunächst nicht eingesetzt. Beim Algarve-Cup 2014 wurde sie bei der 1:3-Niederlage gegen Deutschland für die letzten 20 Minuten eingewechselt. Im Juni wurde sie dann noch beim 6:0-Sieg gegen Griechenland in der WM-Qualifikation zur zweiten Halbzeit eingewechselt. Dann musste sie bis zum Januar 2018 aur einen weiteren Einsatz warten und wurde dann auch in den drei Spielen beim Algarve-Cup 2018 eingesetzt. Dies blieben ihre letzten Länderspiele.
2021 holte sie mit Sandviken nicht nur ihre, sondern auch für den Verein erste Meisterschaft.

## Erfolge
- 2017: Norwegische Pokalsiegerin[7]
- 2021: Norwegische Meisterin 2021